# Dysderocrates
Dysderocrates is een geslacht van spinnen behorend tot de familie celspinnen (Dysderidae).

## Soorten
- Dysderocrates egregius (Kulczynski, 1897)
- Dysderocrates gasparoi Deeleman-Reinhold, 1988
- Dysderocrates marani (Kratochvíl, 1937)
- Dysderocrates regina Deeleman-Reinhold, 1988
- Dysderocrates silvestris Deeleman-Reinhold, 1988
- Dysderocrates storkani (Kratochvíl, 1935)